# Улица Мюйривахе
Улица Мю́йривахе (эст. Müürivahe tänav — Межстенная улица, нем. Mauerstraße) — улица в историческом районе Старый город Таллина (Эстония), от улицы Харью (где является продолжением улицы Рюйтли) доходит до Никольской церкви на улице Вене. Протяжённость — 687 метров.

## История
Современное название улицы связано с тем, что улица на всём своём протяжении идёт вдоль городской крепостной стены (эст. мüür — «стена»). На российских дореволюционных картах и в документах улица обозначалась как Стенная и как нем. Mauerstraße.

## Застройка
- Дом 12 — 4-этажный дом, построенный в 1923 году, где размещалась первая в Эстонии музыкальная школа. Главный фасад встроен в узкую щель, образовавшуюся в результате сноса городской стены рядом со средневековой оборонительной башней Ассауве. Памятник архитектуры[5]. В здании работает Эстонский музей театра и музыки[6].
- Дом 14 / 16 — 6-этажный жилой дом с коммерческими площадями на первом этаже, построен в 1918 году[7], архитектор Артур Перна. В дом работает бар «Valli», интерьеры которого внесены в Государственный регистр памятников культуры Эстонии. Первоначальный дизайн интерьера бара «Валли» был выполнен во второй половине 1970-х годов в связи с подготовкой к Летним Олимпийским играм 1980 года и связанной с этим реконструкцией исторических зданий и созданием для них новых функций[8].
- Дом 22 — 5-этажный жилой дом c внутренним двором и торговыми площадями на первом этаже, построен в 1911—1912 годах, архитектор Элиэль Сааринен. Один из самых стильных домов Таллина в югендстиле, памятник архитектуры. Главный фасад выходит на Пярнуское шоссе[9].
- Дом 24 — 5-этажный жилой дом с подвальным этажом, построен в начале 1940-х годов[10].
- Дом 28 — 7-этажный жилой дом с внутренним двором, построен в 1933 году, архитектор Э. Хаберманн, памятник архитектуры. Главный фасад выходит на Пярнуское шоссе[11].
- Дом 34 — 6-этажный жилой дом c коммерческими площадями на первом этаже, построен в 1922 году[12].
- Дом 32 — башня Хинке.
- Дом 48 — башня Хеллемана.
- Дом 58 — башня Мункадетагуне.

## Достопримечательности

«Счастливый трубочист»

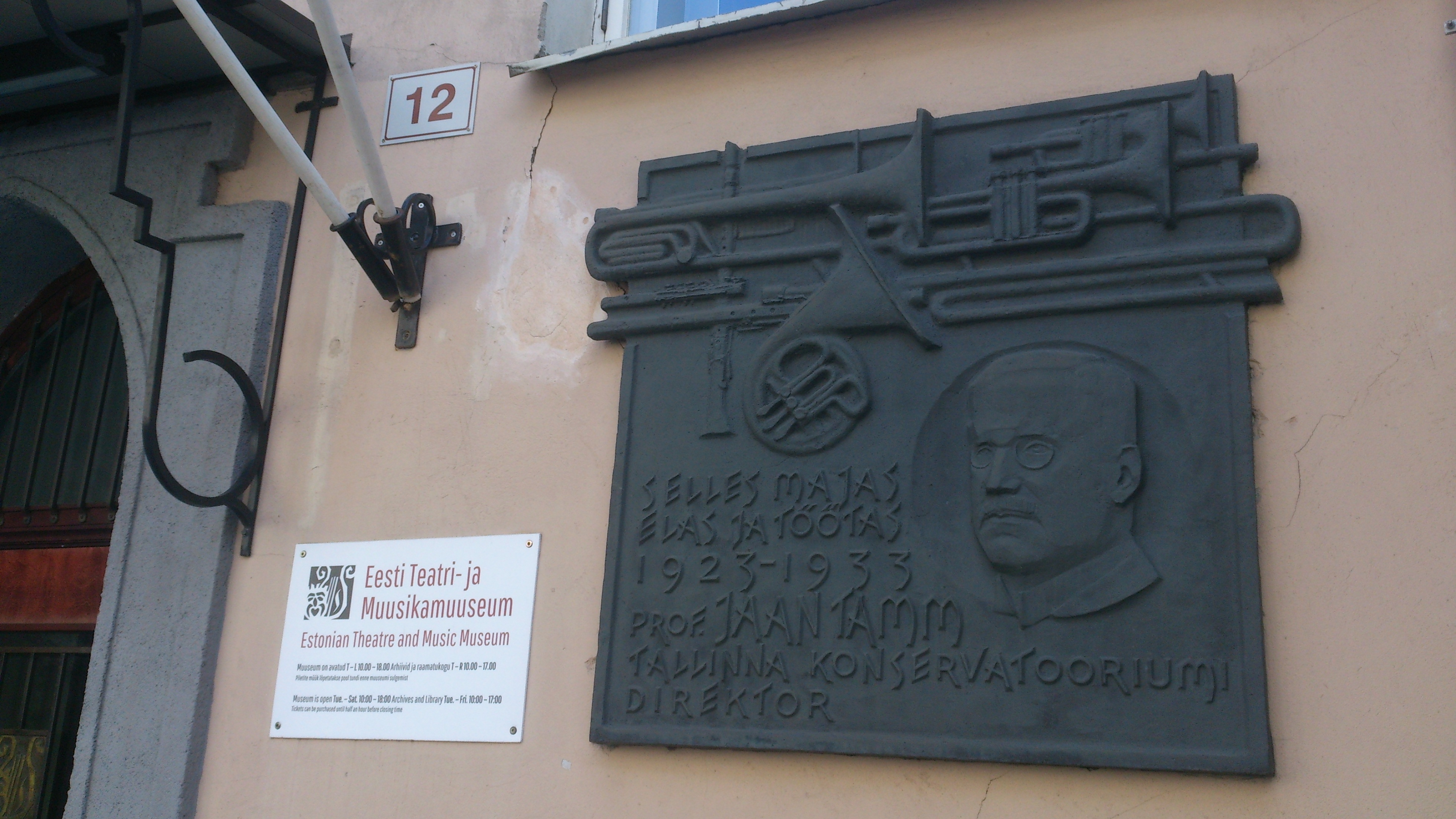
Мемориальная доска Яну Тамму

- Памятник трубочисту (на углу с улицей Вана-Пости, скульптор Тауно Кангро, в народе — «Счастливый трубочист», открыт 15 мая 2010 года)[13].
- На доме 12 — мемориальная доска Яну Тамму.
- На улицу выходит боковой фасад кинотеатра «Сыпрус»» (памятник архитектуры).